# Michel Drach
Michel Drach (* 18. Oktober 1930 in Paris; † 14. Februar 1990 in Neuilly-sur-Seine) war ein französischer Filmregisseur, Drehbuchautor und Filmproduzent.

## Leben und Wirken
Der Sohn eines Diamantenhändlers besuchte kurz nach Ende des Zweiten Weltkrieges die Académie des Beaux-Arts und begann als Maler zu arbeiten. Als Regieassistent seines Cousins, des Regisseurs Jean-Pierre Melville, fand er zum Film und inszenierte Anfang der 1950er Jahre erste Kurzfilme.
Sein erster abendfüllender Film war Man begräbt am Sonntag nicht im Stil der Nouvelle Vague. Für dieses von Humanismus und Antirassismus geprägte Werk wurde Drach mit dem Prix Louis Delluc ausgezeichnet. Nach der melancholischen Gegenwartsgeschichte Annelie oder die Zeit zum Lieben wurden seine Filme kommerzieller, mit Elise oder das wahre Leben knüpfte er wieder an seine Ursprünge an. Bei all seinen Filmen war er zugleich Co-Drehbuchautor und Co-Produzent, so auch bei der TV-Serie Das Geheimnis der weißen Masken.
Drach war von 1964 bis 1981 mit der Schauspielerin Marie-José Nat verheiratet. Aus dieser Ehe stammten drei Söhne: David, Julien, Aurélien.
Drach wurde auf dem Pariser Friedhof Père-Lachaise (Jüdische Abteilung, Grab der Familie Vanderheym-Drach) begraben.

## Filmografie (Auswahl)
- 1960: Man begräbt am Sonntag nicht (On n'enterre pas le dimanche)
- 1961: Amelie oder die Zeit zum Lieben (Amélie ou le temps d'aimer)
- 1965: Gelegenheitskauf (La bonne occase)
- 1966: Für eine Handvoll Diamanten (Safari diamants)
- 1966: Das Geheimnis der weißen Masken (Les compagnons de Jéhu, nach dem gleichnamigen Roman von Alexandre Dumas)[3]
- 1970: Elise oder das wahre Leben (Élise ou la vraie vie)
- 1974: Die Geigen des Balls (Les violons du bal)
- 1977: Die einfache Vergangenheit (Le passé simple)
- 1979: Der rote Pullover (Le pull-over rouge)
- 1987: Mein Opa ist genial (Il est génial papy!)